# عادل جدوع علی
عادل جدوع علی (انگلیسی: Adel Jadoua Ali؛ زادهٔ ۱۳ سپتامبر ۱۹۸۱) بازیکن فوتبال اهل قطر بود.
از باشگاه‌هایی که در آن بازی کرده‌است می‌توان به باشگاه فوتبال راپید وین اشاره کرد.
وی همچنین در تیم ملی فوتبال قطر بازی کرده‌است.